# Sordaria humana
Sordaria humana är en svampart som först beskrevs av Karl Wilhelm Gottlieb Leopold Fuckel, och fick sitt nu gällande namn av Georg Winter 1885. Sordaria humana ingår i släktet Sordaria och familjen Sordariaceae.  Arten är reproducerande i Sverige. Inga underarter finns listade i Catalogue of Life.